# Mongoliet i olympiska sommarspelen 2016
Mongoliet deltog med 43 deltagare vid de olympiska sommarspelen 2016 i Rio de Janeiro. Totalt tog truppen två medaljer.

## Medaljörer
| Medalj | Namn                       | Sport   | Gren               | Datum           |
| ------ | -------------------------- | ------- | ------------------ | --------------- |
| Silver | Dorjsürengiin Sumiyaa      | Judo    | Damernas lättvikt  | 8 augusti 2022  |
| Brons  | Dorjnyambuugiin Otgondalai | Boxning | Herrarnas lättvikt | 14 augusti 2022 |

## Boxning
Herrar
| Boxare                     | Gren            | Omgång 1                  | Omgång 2              | Kvartsfinal           | Semifinal            | Final                | Final            |
| Boxare                     | Gren            | Motståndare Resultat      | Motståndare Resultat  | Motståndare Resultat  | Motståndare Resultat | Motståndare Resultat | Placering        |
| -------------------------- | --------------- | ------------------------- | --------------------- | --------------------- | -------------------- | -------------------- | ---------------- |
| Gankhuyagiin Gan-Erdene    | Lätt flugvikt   | Bye                       | Quipo (ECU) L 0–3     | Gick inte vidare      | Gick inte vidare     | Gick inte vidare     | Gick inte vidare |
| Kharkhüügiin Enkh-Amar     | Flugvikt        | Emigdio (MEX) L 0–3       | Gick inte vidare      | Gick inte vidare      | Gick inte vidare     | Gick inte vidare     | Gick inte vidare |
| Erdenebatyn Tsendbaatar    | Bantamvikt      | Gicharu (KEN) W 3–0       | Asanau (BLR) W 3–1    | Stevenson (USA) L 0–3 | Gick inte vidare     | Gick inte vidare     | Gick inte vidare |
| Dorjnyambuugiin Otgondalai | Lättvikt        | Bye                       | Lacruz (NED) W 2–1    | Benbaziz (ALG) W 3–0  | Oumiha (FRA) L 0–3   | Gick inte vidare     | 3                |
| Baatarsükh Chinzorig       | Lätt weltervikt | Tharumalingam (QAT) W 3–0 | Dunajtsev (RUS) L 0–3 | Gick inte vidare      | Gick inte vidare     | Gick inte vidare     | Gick inte vidare |
| Byambyn Tüvshinbat         | Weltervikt      | Palmetta (ARG) W 3–0      | Donnelly (IRL) L 1–2  | Gick inte vidare      | Gick inte vidare     | Gick inte vidare     | Gick inte vidare |

## Brottning
Förkortningar:
- VT – Vinst genom fall.
- PP – Beslut efter poäng – förloraren fick tekniska poäng.
- PO – Beslut efter poäng – förloraren fick inte tekniska poäng.
- ST – Teknisk överlägsenhet – förloraren utan tekniska poäng och en marginal med minst 8 (grekisk-romersk stil) eller 10 (fristil) poäng.

Herrar, fristil
| Brottare                  | Gren                 | Kvalomgång            | Omgång 1                | Kvartsfinal            | Semifinal            | Återkval 1           | Återkval 2            | Final / BM              | Final / BM |
| Brottare                  | Gren                 | Motståndare Resultat  | Motståndare Resultat    | Motståndare Resultat   | Motståndare Resultat | Motståndare Resultat | Motståndare Resultat  | Motståndare Resultat    | Placering  |
| ------------------------- | -------------------- | --------------------- | ----------------------- | ---------------------- | -------------------- | -------------------- | --------------------- | ----------------------- | ---------- |
| Erdenebatyn Bekhbayar     | Fjädervikt -57kg     | Diatta (SEN) L 1–3 PP | Gick inte vidare        | Gick inte vidare       | Gick inte vidare     | Gick inte vidare     | Gick inte vidare      | Gick inte vidare        | 14         |
| Ganzorigiin Mandakhnaran  | Weltervikt -65kg     | Dutt (IND) W 3–0 PO   | Katai (CHN) W 3–0 PO    | Ramonov (RUS) L 0–3 PO | Gick inte vidare     | Bye                  | Garcia (CAN) W 3–0 PO | Navruzov (UZB) L 1–3 PP | 5          |
| Pürevjavyn Önörbat        | Mellanvikt -74kg     | Bye                   | Demirtaş (TUR) L 1–3 PP | Gick inte vidare       | Gick inte vidare     | Gick inte vidare     | Gick inte vidare      | Gick inte vidare        | 15         |
| Orgodolyn Üitümen         | Lätt tungvikt -86kg  | Ganev (BUL) L 0–5 VT  | Gick inte vidare        | Gick inte vidare       | Gick inte vidare     | Gick inte vidare     | Gick inte vidare      | Gick inte vidare        | 15         |
| Dorjkhandyn Khüderbulga   | Tungvikt -97kg       | Bye                   | Musaev (KGZ) L 0–3 PO   | Gick inte vidare       | Gick inte vidare     | Gick inte vidare     | Gick inte vidare      | Gick inte vidare        | 16         |
| Jargalsaikhany Chuluunbat | Supertungvikt -125kg | Bye                   | Akgül (TUR) L 0–4 ST    | Gick inte vidare       | Gick inte vidare     | Bye                  | Saidau (BLR) L 1–3 PP | Gick inte vidare        | 16         |

Damer, fristil
| Brottare                  | Gren                | Kvalomgång              | Omgång 1                 | Kvartsfinal               | Semifinal            | Återkval 1              | Återkval 2               | Final / BM           | Final / BM |
| Brottare                  | Gren                | Motståndare Resultat    | Motståndare Resultat     | Motståndare Resultat      | Motståndare Resultat | Motståndare Resultat    | Motståndare Resultat     | Motståndare Resultat | Placering  |
| ------------------------- | ------------------- | ----------------------- | ------------------------ | ------------------------- | -------------------- | ----------------------- | ------------------------ | -------------------- | ---------- |
| Erdenechimegiin Sumiyaa   | Fjädervikt -53kg    | Bye                     | Krawczyk (POL) L 1–3 PP  | Gick inte vidare          | Gick inte vidare     | Gick inte vidare        | Gick inte vidare         | Gick inte vidare     | 12         |
| Pürevdorjiin Orkhon       | Lättvikt -58kg      | Hristova (BUL) W 3–1 PP | Koblova (RUS) L 0–4 ST   | Gick inte vidare          | Gick inte vidare     | Niemesch (GER) W 5–0 VT | Malik (IND) L 1–3 PP     | Gick inte vidare     | 7          |
| Soronzonboldyn Battsetseg | Mellanvikt -63kg    | Bye                     | Oborududu (NGR) W 3–1 PP | Pirozhkova (USA) L 1–3 PP | Gick inte vidare     | Gick inte vidare        | Gick inte vidare         | Gick inte vidare     | 12         |
| Ochirbatyn Nasanburmaa    | Lätt tungvikt -69kg | Bye                     | Chen W-l (TPE) W 5–0 VT  | Vorobieva (RUS) L 0–5 VT  | Gick inte vidare     | Bye                     | Syzdykova (KAZ) L 1–3 PP | Gick inte vidare     | 8          |

## Bågskytte
| Bågskytt            | Gren                           | Rankningsomgång | Rankningsomgång | Omgång 1             | Omgång 2          | Omgång 3          | Kvartsfinal       | Semifinal         | Final / BM        | Final / BM       |
| Bågskytt            | Gren                           | Poäng           | Seed            | Motståndare Poäng    | Motståndare Poäng | Motståndare Poäng | Motståndare Poäng | Motståndare Poäng | Motståndare Poäng | Placering        |
| ------------------- | ------------------------------ | --------------- | --------------- | -------------------- | ----------------- | ----------------- | ----------------- | ----------------- | ----------------- | ---------------- |
| Jantsangiin Gantögs | Herrarnas individuella tävling | 664             | 24              | Thamwong (THA) L 3–7 | Gick inte vidare  | Gick inte vidare  | Gick inte vidare  | Gick inte vidare  | Gick inte vidare  | Gick inte vidare |

## Friidrott
Förkortningar
- Notera– Placeringar avser endast det specifika heatet.
- Q = Tog sig vidare till nästa omgång
- q = Tog sig vidare till nästa omgång som den snabbaste förloraren eller, i fältgrenarna, genom placering utan att nå kvalgränsen
- NR = Nationellt rekord
- N/A = Omgången fanns inte i grenen
- Bye = Idrottaren behövde inte tävla i omgången

Bana och väg
| Idrottare                    | Gren              | Final    | Final     |
| Idrottare                    | Gren              | Resultat | Placering |
| ---------------------------- | ----------------- | -------- | --------- |
| Bat-Ochir Ser-Od             | Herrarnas maraton | 2:24:26  | 92        |
| Gantulga Dambadarjaa         | Herrarnas maraton | 2:27:42  | 107       |
| Tseveenravdan Byambajav      | Herrarnas maraton | 2:36:14  | 130       |
| Bayartsogt Munkhzayaa        | Damernas maraton  | 2:43:55  | 72        |
| Luvsanlkhündegiin Otgonbayar | Damernas maraton  | 2:45:55  | 85        |

## Judo
Herrar
| Idrottare                    | Gren                            | Omgång 1              | Omgång 2                   | Kvartsfinaler             | Semifinaler                  | Återkval             | Final / BM               | Final / BM               |                  |
| Idrottare                    | Gren                            | Motståndare Resultat  | Motståndare Resultat       | Motståndare Resultat      | Motståndare Resultat         | Motståndare Resultat | Motståndare Resultat     | Placering                |                  |
| ---------------------------- | ------------------------------- | --------------------- | -------------------------- | ------------------------- | ---------------------------- | -------------------- | ------------------------ | ------------------------ | ---------------- |
| Tsogtbaataryn Tsend-Ochir    | Herrarnas extra lättvikt −60kg  | Ramos (GUA) W 100–000 | Reinvall (FIN) W 011–000   | Kim W-j (KOR) L 001–010   | Gick inte vidare             | Gick inte vidare     | Gick inte vidare         | Gick inte vidare         | Gick inte vidare |
| Davaadorjiin Tömörkhüleg     | Herrarnas halv lättvikt −66kg   | Bye                   | Hamad (KSA) W 100–000      | Zourdani (ALG) W 101–000  | Basile (ITA) L 000–100       | Gick inte vidare     | Bouchard (CAN) L 000–010 | Gick inte vidare         | 7                |
| Ganbaataryn Odbayar          | Herrarnas lättvikt −73kg        | Bye                   | Mohy Eldin (EGY) W 100–001 | Delpopolo (USA) L 000–010 | Gick inte vidare             | Gick inte vidare     | Gick inte vidare         | Gick inte vidare         | Gick inte vidare |
| Otgonbaataryn Uuganbaatar    | Herrarnas halv mellanvikt −81kg | Bye                   | Abdelaal (EGY) L 000–101   | Gick inte vidare          | Gick inte vidare             | Gick inte vidare     | Gick inte vidare         | Gick inte vidare         | Gick inte vidare |
| Lkhagvasürengiin Otgonbaatar | Herrarnas mellanvikt −90kg      | Bye                   | van 't End (NED) W 100–000 | González (CUB) W 100–000  | Liparteliani (GEO) L 100–000 | Gick inte vidare     | Mehdiyev (AZE) W 001–000 | Cheng Xz (CHN) L 000–001 | 5                |
| Naidangiin Tüvshinbayar      | Herrarnas halv tungvikt −100kg  | Bye                   | Armenteros (CUB) L 000–001 | Gick inte vidare          | Gick inte vidare             | Gick inte vidare     | Gick inte vidare         | Gick inte vidare         | Gick inte vidare |
| Temuulengiin Battulga        | Herrarnas tungvikt +100kg       | i.u.                  | Tayeb (ALG) L 000–010      | Gick inte vidare          | Gick inte vidare             | Gick inte vidare     | Gick inte vidare         | Gick inte vidare         | Gick inte vidare |

Damer
| Idrottare                   | Gren                           | Omgång 1                | Omgång 2                   | Kvartsfinaler              | Semifinaler               | Återkval                | Final / BM              | Final / BM       |                  |
| Idrottare                   | Gren                           | Motståndare Resultat    | Motståndare Resultat       | Motståndare Resultat       | Motståndare Resultat      | Motståndare Resultat    | Motståndare Resultat    | Placering        |                  |
| --------------------------- | ------------------------------ | ----------------------- | -------------------------- | -------------------------- | ------------------------- | ----------------------- | ----------------------- | ---------------- | ---------------- |
| Mönkhbatyn Urantsetseg      | Damernas extra lättvikt −48kg  | Bye                     | Payet (FRA) W 100–000      | Jeong B-k (KOR) L 000–101  | Gick inte vidare          | Menezes (BRA) W 100–000 | Kondo (JPN) L 000–000 S | 5                |                  |
| Adiyaasambuugiin Tsolmon    | Damernas halv lättvikt −52kg   | Delgado (USA) W 010–003 | Nakamura (JPN) L 000–100   | Gick inte vidare           | Gick inte vidare          | Gick inte vidare        | Gick inte vidare        | Gick inte vidare |                  |
| Dorjsürengiin Sumiyaa       | Damernas lättvikt −57kg        | Bye                     | Verhagen (NED) W 000–000 S | Monteiro (POR) W 000–000 S | Matsumoto (JPN) W 010–000 | Bye                     | R Silva (BRA) L 000–010 | 2                |                  |
| Tsedevsürengiin Mönkhzayaa  | Damernas halv mellanvikt −63kg | Zouak (MAR) W 101–000   | Yang Jx (CHN) L 001–100    | Gick inte vidare           | Gick inte vidare          | Gick inte vidare        | Gick inte vidare        | Gick inte vidare |                  |
| Tsend-Ayuushiin Naranjargal | Damernas mellanvikt −70kg      | Stam (GEO) L 000–011    | Gick inte vidare           | Gick inte vidare           | Gick inte vidare          | Gick inte vidare        | Gick inte vidare        | Gick inte vidare | Gick inte vidare |
| Pürevjargalyn Lkhamdegd     | Damernas halv tungvikt −78kg   | Joó (HUN) L 000–111     | Gick inte vidare           | Gick inte vidare           | Gick inte vidare          | Gick inte vidare        | Gick inte vidare        | Gick inte vidare |                  |

## Taekwondo
| Idrottare           | Gren             | Åttondelsfinaler        | Kvartsfinaler        | Semifinaer           | Återkval             | Final                | Final            |
| Idrottare           | Gren             | Motståndare Resultat    | Motståndare Resultat | Motståndare Resultat | Motståndare Resultat | Motståndare Resultat | Placering        |
| ------------------- | ---------------- | ----------------------- | -------------------- | -------------------- | -------------------- | -------------------- | ---------------- |
| Pürevjavyn Temüüjin | Herrarnas −68 kg | Gutiérrez (MEX) W 12–11 | González (ESP) L 4–7 | Gick inte vidare     | Gick inte vidare     | Gick inte vidare     | Gick inte vidare |